# Kollagen
Kollagen eller collagen er et uopløseligt protein i bindevæv, sener, hud og ben hos mennesker, pattedyr, fugle padder og fisk. Det er et fibrøst protein, hvor polypeptidkæderne er arrangeret i lange fibre eller flader.